# Max Daetwyler

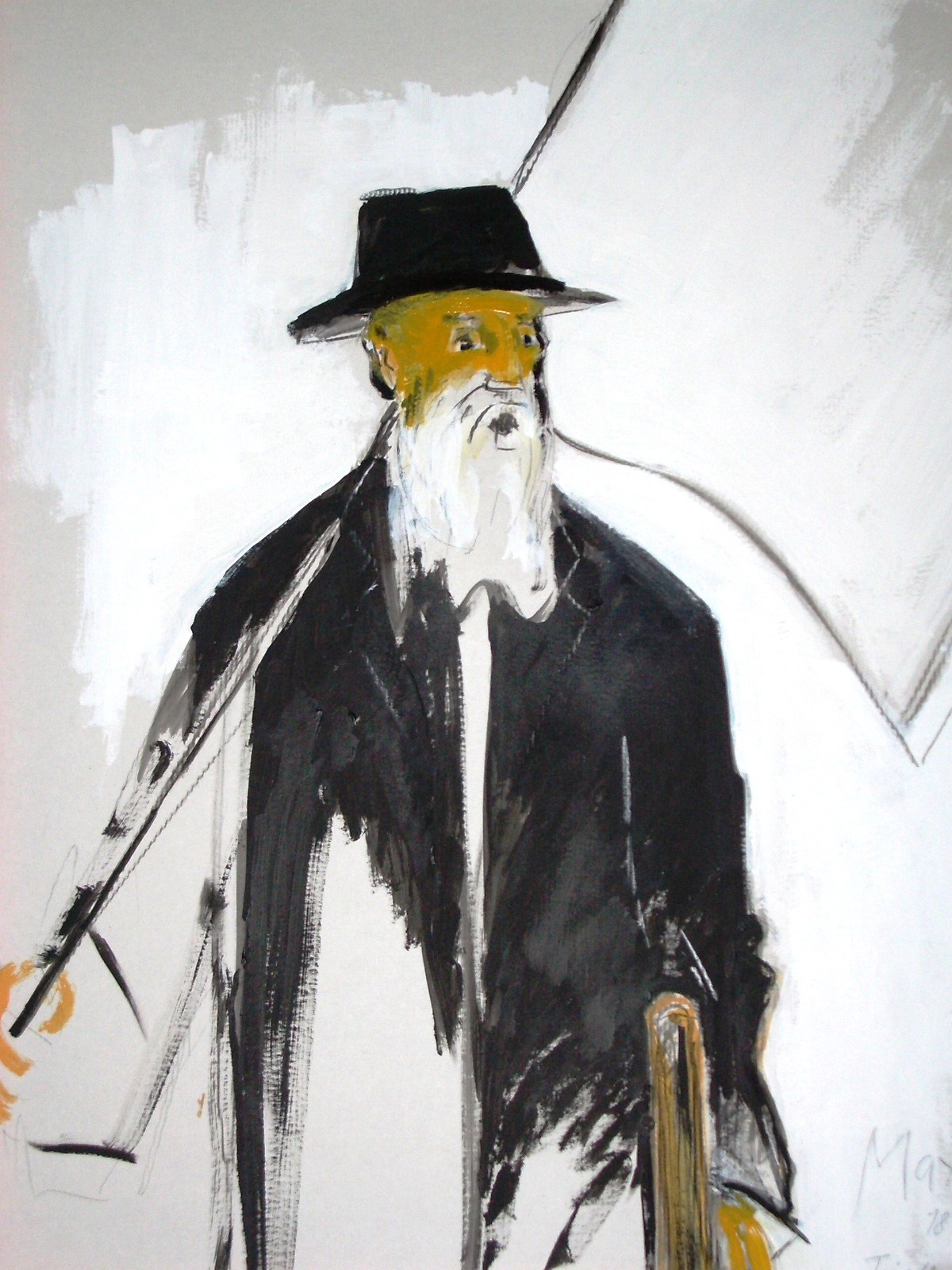
Portret van Max Daetwyler met witte vlag door Theo Dannecker ter gelegenheid van de tentoonstelling “Frieden schaffen” te Zürich in 2008

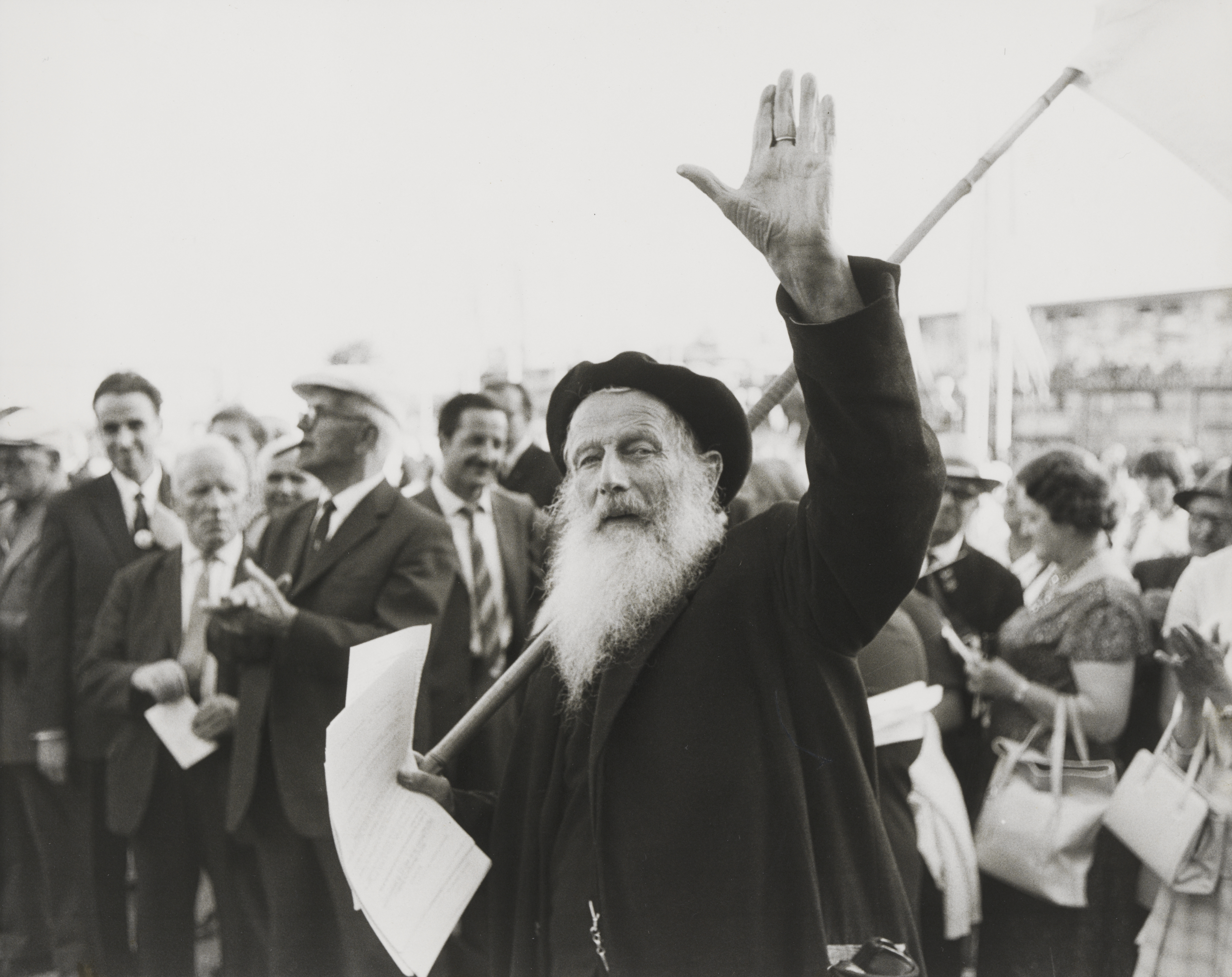
Max Daetwyler 1969

Max Daetwyler (Arbon, 7 september 1886 – Zumikon, 26 januari 1976) was een Zwitsers pacifist. Hij was de eerste dienstweigeraar in Zwitserland.

## Jeugd
Daetwyler groeide op aan het Bodenmeer als jongste van twaalf kinderen van een hotelhouder. Hij liep school te Arbon en deed dan stage als verkoper in Wattwil. Hij ging dan als kelner werken in Rome, Parijs en Londen. Hij werd dan zelfstandig uitbater te Bern.

## Dienstweigeraar
Bij het begin van de Eerste Wereldoorlog in 1914 kondigde Zwitserland een algemene mobilisatie af. Daetwyler weigerde uit protest tegen de oorlog om de eed aan de vlag af te leggen.
Hij mocht niet in het leger en moest naar een psychiatrisch ziekenhuis. De overheid wou hem meermaals handlingsonbekwaam verklaren, maar de gemeente Zumikon werkte daar niet aan mee. In 1915 werd hij uit de psychiatrische inrichting vrijgelaten en stichtte hij te Bern de vereniging “vredesleger”.

## Stakingsleider
Op 15 november 1917 organiseerde hij samen met Max Rotter een betoging tegen de oorlog. Hij kon arbeiders van twee munitiefabrieken ertoe overhalen om het werk neer te leggen. Daetwyler werd gearresteerd en opnieuw in een psychiatrische kliniek opgesloten.

## Huwelijk
Na zijn vrijlating trouwde hij met Klara Brechbühl en ze vestigden zich in Zumikon. Hij kweekte er kippen, biologische groenten en bloemen en hield bijen.

## Gandhi
In 1932 ontmoette hij Mahatma Gandhi in het huis van Romain Rolland aan het meer van Genève. Daarop zette hij over heel de wereld pacifistische acties en vredesmarsen op.
Na de Tweede Wereldoorlog droeg hij altijd een witte vlag.

## Vredesapostel
Na de dood van zijn vrouw in 1959 reisde hij naar conflicthaarden als Berlijn, Havanna, Caïro en Jeruzalem en machtscentra als Washington, Moskou en Londen om er te ijveren voor ontwapening en wereldvrede.
Machthebbers ontvingen hem maar zelden, maar hij werd wel bekend.

## Ideeën
Daetwyler putte inspiratie uit de Christelijke boodschap van naastenliefde en verzoening.
Hij bestreed de dubbele moraal van de staat, die zelf geweld gebruikt.
Zelf was hij voor geweldloosheid naar voorbeeld van Gandhi.
Hij riep in Europa op tot geweldloos leven en passieve weerstand om te komen tot een politieke, economische en religieuze eenheid in harmonie.

## Citaten
“De oorlog begint zoals al het andere niet als hij verschijnt door productie van wapens en door het volk onder de wapens te roepen, maar hij heeft zijn oorsprong in de gezindheid van de mensen, die verdorven moet zijn, voor ze toelaten een oorlog voor te bereiden.” Max Daetwyler, 1916
“Vandaag wappert de witte vlag op het Rode Plein. Boven op het Kremlin de rode vlag van Lenin. Wat een aanblik voor de Russen! We zullen zien, welke vlag machtiger is. Ik weet het. De heren in het Kremlin vermoeden het.” Max Daetwyler te Moskou, 1964

## Eerbetoon
De Bondsarchieven wijdden twee tentoonstellingen aan hem te Bern “Apostel van de vrede” van 16 oktober tot 22 december 1996 en te Zürich “Max Daetwyler Vredesapostel 1886-1976” van 12 maart tot 14 mei 1999.
In 2004 richtte de gemeente Zumikon een standbeeld op voor de “held van de vrede”
Voor het Europees kampioenschap voetbal 2008 werd te Bern een Max-Daetwyler-Platz gebouwd bij het S-Bahn-Station van het Stade de Suisse.

## Werken
- Wie kann der Friedensschluss befördert werden? Voordracht. Jent & Co., Bern 1915
- Die Friedensarmee, 1916
- Das christliche Prinzip als Grundlage zur Beendigung des Krieges und zur Versöhnung der Völker nach dem Kriege. Vredespreek. Neue Zürcher Zeitung, Zürich 1916
- Daetwyler als Dienstverweigerer. Trösch, Olten 1919
- Erlebnisse in der Irrenanstalt. Internationale Friedens-Armee, Zumikon 1919
- Also spricht Daetwyler. Verlag Internationale Friedens-Armee, Zumikon 1930
- Welt-Friedens-Zeitung/World Peace News